# 皱纹蛞蝓
皱纹蛞蝓（学名：Meghimatium rugosum），是柄眼目黏液蛞蝓科Meghimatium属的一种。主要分布于台湾，常栖息在中海拔山区林下潮湿地上。